# Kručov
Kručov (in ungherese Felsőkrucsó) è un comune della Slovacchia facente parte del distretto di Stropkov, nella regione di Prešov.